# Reagandoctrine

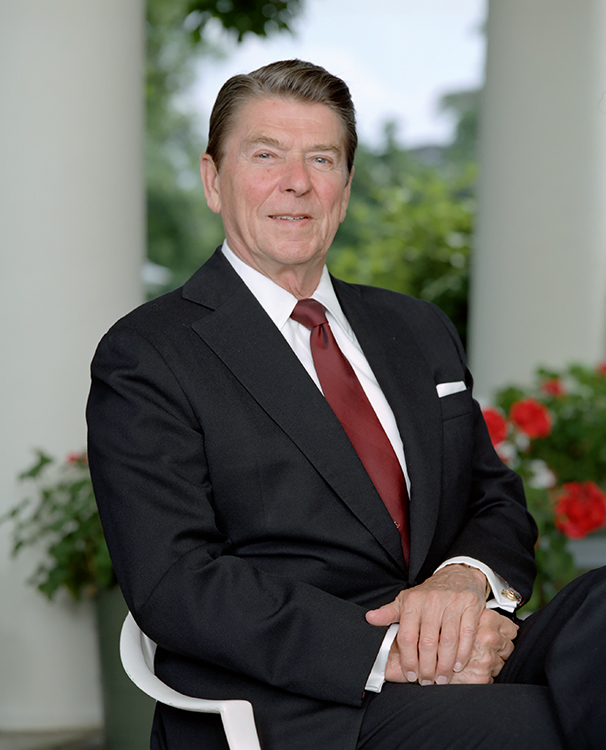
President Ronald Reagan

De reagandoctrine was de naam voor de strategie die de Verenigde Staten tijdens het presidentschap van Ronald Reagan uitvoerde en die tot doel had de invloed van de Sovjet-Unie in te perken door het steunen van anticommunistische guerrillabewegingen in de Sovjet-satellietstaten. Deze strategie was een antwoord op de brezjnevdoctrine.
De reagandoctrine werd verkondigd in de State of the Union-toespraak die Reagan in 1985 hield voor het Amerikaans Congres. Reagan stelde in deze toespraak: "We must not break faith with those who are risking their lives... on every continent, from Afghanistan to Nicaragua ... to defy Soviet aggression and secure rights which have been ours from birth. Support for freedom fighters is self-defense." De doctrine kreeg deze naam van journalist Charles Krauthammer die de term voor het eerst gebruikte.
De hulp die de VS aan anticommunistische bewegingen gaf ging onder andere naar de Contras of Freedom Fighters zoals Reagan ze noemde, in Nicaragua, de Moedjahedien in Afghanistan en UNITA in Angola. De kracht van de strategie lag in de relatief geringe kosten van het steunen van guerrillabewegingen zonder directe inzet van Amerikaanse troepen tegenover de hoge kosten die de Sovjet-Unie moest opbrengen voor het steunen van de communistische regeringen in de betreffende landen.
De Amerikaanse steun was mede bepalend voor het verlies van het Sandinistisch Nationaal Bevrijdingsfront (FSLN) bij de stembusgang in Nicaragua en het falen van de Sovjet-Unie in Afghanistan en proponenten van de doctrine stellen dat het heeft bijgedragen tot de uiteindelijke ineenstorting van het Sovjetrijk en het einde van de Koude Oorlog in 1991. Critici stellen dat de doctrine onder meer heeft bijgedragen tot de groei van terroristische groeperingen in Afghanistan, zoals Al Qaida.